# Earswick
Earswick est un village et une paroisse civile du Yorkshire du Nord, en Angleterre. Il est situé à six kilomètres au nord-est de la ville d'York, sur les berges de la Foss. Administrativement, il relève de l'autorité unitaire de la Cité d'York. Au recensement de 2011, il comptait 876 habitants.
Jusqu'en 1996, Earswick relevait du district de Ryedale.

## Étymologie
Earswick est un nom d'origine vieil-anglaise. Il est construit à partir du nom de personne Æthelric, avec le suffixe wīc désignant une ferme ou une demeure, soit « la ferme d'Æthelric ». Il est attesté sous la forme Edresuuic dans le Domesday Book, à la fin du XIe siècle.